# NGC 3738
NGC 3738 = Arp 234 ist eine aktive irreguläre Zwerggalaxie mit ausgedehnten Sternentstehungsgebieten vom Hubble-Typ Im im Sternbild Großer Bär am Nordsternhimmel. Sie ist schätzungsweise 13 Millionen Lichtjahre von der Milchstraße entfernt und hat einen Durchmesser von etwa 10.000 Lj. Halton Arp gliederte seinen Katalog ungewöhnlicher Galaxien nach rein morphologischen Kriterien in Gruppen. Diese Galaxie gehört zu der Klasse Galaxien mit Anzeichen für eine Aufspaltung.
Im selben Himmelsareal befinden sich u. a. die Galaxien NGC 3733, NGC 3756, NGC 3759, IC 2943.
Das Objekt wurde am 14. April 1789 von dem deutsch-britischen Astronomen Wilhelm Herschel entdeckt.